# 特力屋

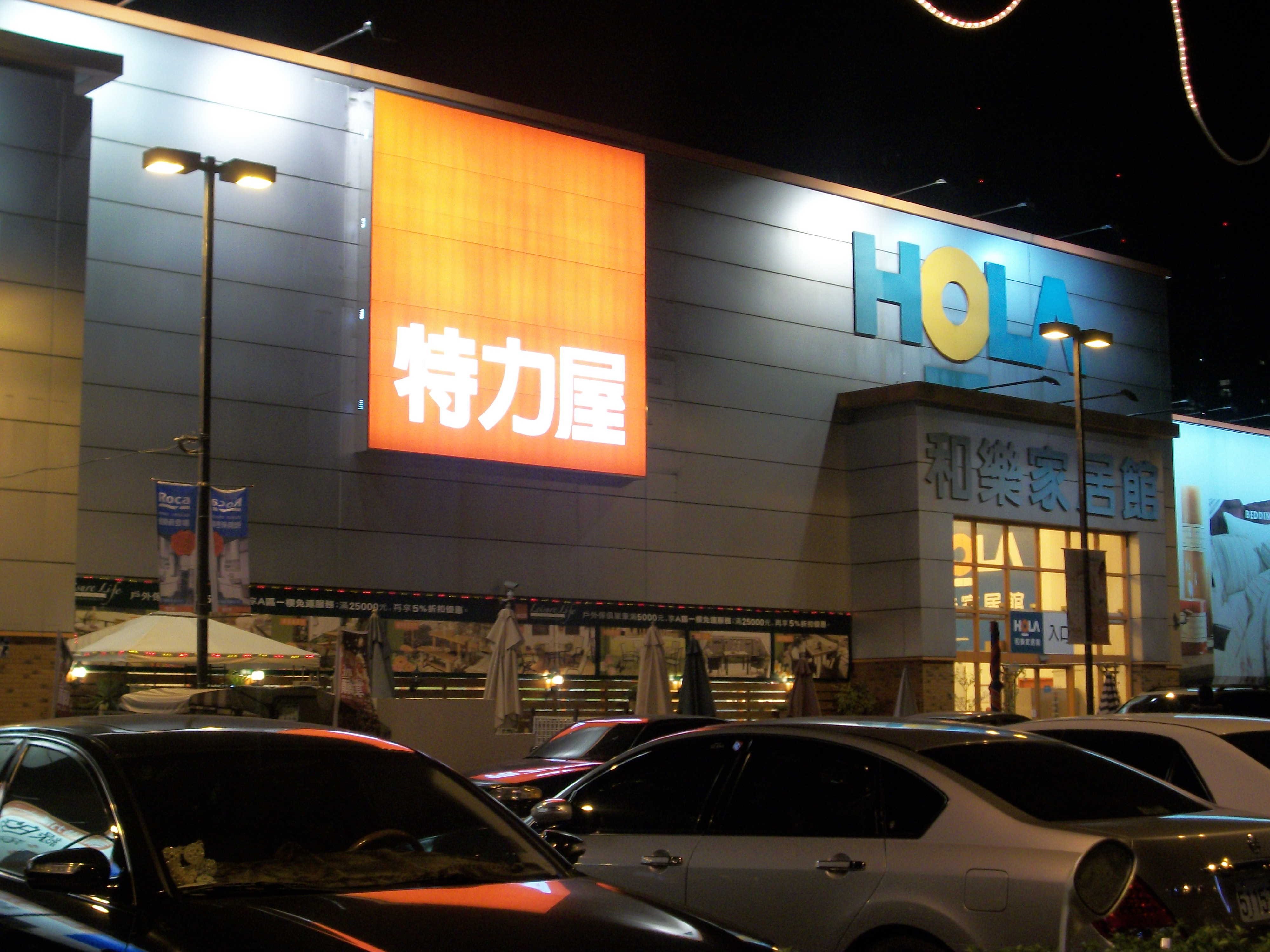
特力屋台中北屯店（收回自營後）

特力屋股份有限公司（簡稱：特力屋 TLW），是台灣首家大型DIY居家修繕工具與材料販賣連鎖店，公司成立於1995年。於1996年時於桃園縣（今桃園市）南崁地區成立第一家分店。特力屋提供居家修繕解決方案，目前在台灣擁有26間大型門市、1間智慧門市、6間社區小型店 。

## 歷史
1995年，台灣貿易業者特力集團與英國零售業巨人翠豐集團（Kingfisher Plc）以各半的持股，在台灣成立B&Q第一家海外子公司—特力翠豐股份有限公司，並於1996年時以「B&Q特力屋」品牌名稱於臺灣桃園縣（今桃園市）南崁地區成立第一家分店。
在翠豐集團眾多海外投資中，台灣是獲利最高的海外據點，2006年年營收超過106億新台幣。截至2007年底為止，在台灣至少擁有22家分店以及網路商店。在居家修繕產品方面，其主要對手為普來利實業經營的台灣本土連鎖品牌好博家（Homebox）以及以台灣中部為主要市場的連鎖五金賣場振宇五金。
2007年12月18日，特力集團董事長何湯雄宣佈以34.6億新台幣收購原本由翠豐集團所持有的特力翠豐5成股權，將特力屋完全納入特力集團旗下。根據協議，特力集團仍能繼續在台灣使用「B&Q」的英文品牌，限期兩年之後便無法再使用，「特力屋」中文的品牌延續使用至今。
2010年，「B&Q特力屋」正式更名為「特力屋」，特力翠豐公司之後也更名為特力屋公司。
2016年1月23日，特力屋西屯店開業，為特力屋股份有限公司設立的第一棟獨立經營的賣場，結合家具專櫃、美食餐飲與特力屋、特力和樂。
2019年1月11日，特力屋大墩店開業。
2019年7月，陸續成立林口中山店及中壢龍岡店，以社區街邊店的規模，導入生活用品如日用雜貨、文具零食等商品。

## 門市據點
- 特力屋

| 門市                 | 電話           | 地址                                  | 營業時間 |
| 基隆義一店 (社區店)  | (02) 2428-5316 | 基隆市義一路99號                      | 週一~週日 10:00-21:00                                                                                             |
| 台北士林店           | (02) 2889-1000 | 台北市士林區基河路258號               | 週一~週四 10:00 - 21:30 週五~週日(含國定假日)10:00– 22:00 特力屋手創空間，體驗課程歡迎點選 （页面存档备份，存于） |
| 台北內湖店           | (02) 8791-8896 | 台北市內湖區新湖三路23號B1            | 週一~週四 10:00 - 21:30 週五~週日(含國定假日)10:00– 22:00 特力屋手創空間，體驗課程歡迎點選 （页面存档备份，存于） |
| 大安安和店(社區店)   | (02) 2709-3298 | 台北市大安區安和路二段74巷3號         | 週一~週日 10:00-22:00                                                                                             |
| 南港興華店(社區店)   | (02) 2653-0589 | 台北市南港區南港路二段20巷5號B1       | 週一~週日 10:00-21:00                                                                                             |
| 大同重慶北店(社區店) | (02) 2558-8008 | 台北市大同區重慶北路二段69號          | 週一~週日 10:00-21:30                                                                                             |
| 板橋新埔店(社區店)   | (02) 2258-5508 | 新北市板橋區文化路一段360號地下層之17 | 週日~周四營業間:10:30~21:30 周五~六及國定假日前一日營業時間:10:30~22:00(配合商場)                                 |
| 台北新莊店           | (02) 2906-1212 | 新北市新莊區中正路620號               | 週一~週四 10:00 - 21:30 週五~週日(含國定假日)10:00– 22:00                                                         |
| 三重集美店 (社區店)  | (02) 2970-1266 | 新北市三重區集美街18-3、18-5號        | 週一~週日 10:00-22:00                                                                                             |
| 永和得和店 (社區店)  | (02) 8668-0738 | 新北市永和區得和路102號B1             | 週一~週日 10:00-21:00                                                                                             |
| 台北中和店           | (02) 2240-1888 | 新北市中和區中山路二段291號3-4F       | 週一~週四 10:00 - 21:30 週五~週日(含國定假日)10:00– 22:00                                                         |
| 台北新店店           | (02) 2910-9988 | 新北市新店區中興路三段1號4F           | 週一~週四 10:00 - 21:30 週五~週日(含國定假日)10:00– 22:00                                                         |
| 台北土城店           | (02) 8262-6000 | 新北市土城區青雲路152號2樓            | 週一~週四 11:00 - 21:30 / 週五~週日(含國定假日)10:00– 22:00                                                       |
| 台北三峽店           | (02) 8970-5089 | 新北市樹林區大成路85號B1              | 週一~週四 11:00 - 21:30 週五~週日(含國定假日)10:00– 22:00                                                         |
| 蘆洲集賢店(社區店)   | (02) 2288-8197 | 新北市蘆洲區集賢路401號               | 週一~週日 10:00-21:00                                                                                             |
| 蘆洲長安店(社區店)   | (02) 2288-0589 | 新北市蘆洲區長安街101、103號          | 週一~週日 10:00-21:00                                                                                             |
| 林口中山店(社區店)   | (02) 8601-9228 | 新北市林口區中山路248號B1             | 週一~週日 10:00~21:00                                                                                             |
| 桃園南崁店           | (03)321-1000   | 桃園市蘆竹區中正路1號B1               | 週一~週四 10:00 - 21:30 週五~週日(含國定假日)10:00– 22:00 特力屋手創空間，體驗課程歡迎點選 （页面存档备份，存于） |
| 龍潭北龍店(社區店)   | (03)489-0526   | 桃園市龍潭區北龍路19號                | 週一~週日 10:00-21:00                                                                                             |
| 桃園平鎮店           | (03) 428-7111  | 桃園市平鎮區環南路二段261號           | 週一~週四 10:00 - 21:30 週五~週日(含國定假日)10:00– 22:00                                                         |
| 桃園八德店           | (03) 375-3666  | 桃園市八德區介壽路一段479號1F         | 週一~週四 11:00 - 21:30 週五~週日(含國定假日)10:00– 22:00                                                         |
| 桃園大業店(社區店)   | (03) 336-1812  | 桃園市桃園區大業路一段138號           | 週一~週日 10:00-21:00                                                                                             |
| 新竹店               | (03) 575-1234  | 新竹市光復里公道五路二段469號2F       | 週一~週四 10:00 - 21:30 週五~週日(含國定假日)10:00– 22:00 特力屋手創空間，體驗課程歡迎點選 （页面存档备份，存于） |
| 湖口和愛店(社區店)   | 03-6992181     | 新竹縣湖口鄉和愛路68號                | 週一~週日 10:00-21:00                                                                                             |
| 竹北文興店(社區店)   | (03) 658-6385  | 新竹縣竹北市文興路347號               | 週一~週日 10:00-21:00                                                                                             |
| 頭份中央店(社區店)   | (037) 630378   | 苗栗縣頭份市中央路678號               | 週一~週日 10:00-21:00                                                                                             |
| 苗栗中正店(社區店)   | (037) 360758   | 苗栗市中正路905-13號                  | 週一~週日 10:00-21:00                                                                                             |

- hoi! 好好生活

| 門市                                  | 電話                | 地址                                           | 營業時間                                            |
| 微風南京店                            | (02) 8712-7718      | 台北市松山區南京東路三段337號B1 (微風南京百貨) | 週日～週三 11:00 ~ 21:30 週四～週六 11:00 ~ 22:00   |
| 內湖店                                | (02) 8791-5323      | 台北市內湖區新湖三路23號2樓                    | 週一～週四 10:00 ~ 21:30 週五～週日 10:00 ~ 22:00   |
| hoi! 好好生活中和專櫃(特力屋中和店內) | (02) 2240-1888轉727 | 新北市中和區中山路二段291號3F                  | 週一～週四 10:00 ~ 21:30 週五～週日 10:00 ~ 22:00   |
| 南崁店                                | (03) 311-9191       | 桃園市蘆竹區中正路1號 B1F                      | 週一～週四 10:00 ~ 21:30 週五～週日 10:00 ~ 22:00   |
| 誠品南西店                            | (02) 25620728       | 台北市中山區南京西路14號4樓                    | 週日～週四 11:00 ~ 22:00 週五～週六 10:00 ~ 22:30   |
| 竹北遠百店                            | (03) 6581596        | 新竹縣竹北市莊敬北路18號5樓                    | 週日 ~ 週四 11:00 - 21:30 週五 ~ 週六 11:00 - 22:00 |

- WMF

| 門市               | 電話           | 地址                                                 | 營業時間                                               |
| WMF 台北新光信義A8 | (02) 2722-1350 | 台北市信義區松高路12號7樓                            | 平日：11:00~21:30 假日：11:00~22:00                    |
| WMF 忠孝SOGO       | (02) 8771-3850 | 台北市忠孝東路四段45號8樓                            | 平日：11:00~21:30 假日：11:00~22:00                    |
| WMF 復興SOGO       | (02) 8772-6476 | 台北市忠孝東路三段300號8樓                           | 平日：11:00~21:30 假日：11:00~22:00                    |
| WMF 內湖HOLA店     | (02) 8792-6516 | 台北市內湖區新湖三路23號                             | 平日：10:30~21:30 假日：10:00~22:00                    |
| WMF 士林HOLA店     | (02) 2883-7495 | 台北市士林區基河路258號B1                            | 平日：10:30~21:30 假日：10:00~22:00                    |
| WMF 板橋大遠百     | (02) 2964-8450 | 新北市板橋區新站路28號7樓                            | 週一至週日：11:30~22:00                                |
| WMF 桃園華泰Outlet | (03) 287-5648  | 桃園市中壢區春德路189號 (華泰名品城一期,店鋪號：134) | 週一至週日：12:00~21:00                                |
| WMF 南崁HOLA店     | (03) 311-6385  | 桃園市蘆竹區中正路1號1F                              | 平日：11:00~21:30 假日：10:00~22:00                    |
| WMF 新竹巨城SOGO   | (03) 534-4305  | 新竹市東區中央路239號6樓                             | 週日至週四：11:00~21:30 週五、六 、例假日：11:00~22:00 |
| WMF 遠東竹北店     | (03) 658-3954  | 新竹縣竹北市莊敬北路18號5樓                          | 平日：11:00~22:00 假日：11:00~22:00                    |

- Wedgwood

| 門市               | 電話           | 地址                                    | 營業時間                                                      |
| Wedgwood信義三越A8 | (02) 2725-1558 | 台北市信義區松高路12號6樓               | 平日：11:00~21:30 假日：11:00~22:00                           |
| Wedgwood復興SOGO   | (02) 8772-6003 | 台北市大安區忠孝東路三段300號9樓        | 平日：11:00~21:30 假日：11:00~22:00                           |
| Wedgwood板橋大遠百 | (02) 2956-5112 | 新北市板橋區新站路28號7樓               | 週一至週日：11:00~22:00                                       |
| Wedgwood南西三越   | (02) 2567-6807 | 台北市中山區南京西路12號7樓             | 平日：11:00~21:30 假日：11:00~22:00                           |
| Wedgwood天母SOGO   | (02) 2834-3942 | 台北市士林區中山北路六段77號6樓         | 週一至週日：11:00~21:30                                       |
| Wedgwood桃園華泰   | (03) 287-3217  | 320桃園市中壢區春德路159號1樓 (912店號) | 週一至週日：12:00~21:00                                       |
| Wedgwood中壢SOGO   | (03) 426-2293  | 桃園市中壢區元化路357號7樓              | 週日至週四：11:00~21:30 週五、週六及例假日前一天：11:00~22:00 |
| Wedgwood新竹大遠百 | (03) 525-9685  | 新竹市東區西大路323號5樓C區             | 週一至週日：11:00~22:00                                       |
| Wedgwood遠東竹北   | (03) 658-9404  | 新竹縣竹北市莊敬北路18號5樓             | 平日：11:00~22:00 假日：11:00~22:00                           |

- R'eve

| 門市          | 電話           | 地址                                 | 營業時間                                               |
| R'eve復興SOGO | (02) 8772-3771 | 台北市大安區忠孝東路三段300號9樓     | 平日：11:00~21:30 假日：11:00~22:00                    |
| R'eve桃園華泰 | (03) 287-3217  | 桃園市中壢區春德路159號1樓 (912店號) | 週一至週日：12:00~21:00                                |
| R'eve新竹巨城 | (03) 542-0895  | 新竹市東區中央路239號6樓             | 週日至週四：11:00~21:30 週五、六 、例假日：11:00~22:00 |